# ارين بيرت
ارين بيرت (بالإنجليزية: Warren Burt)‏ هو ملحن أسترالي، ولد في 10 أكتوبر 1949.

## وصلات خارجية
- ارين بيرت على موقع IMDb (الإنجليزية)
- ارين بيرت على موقع ميوزك برينز (الإنجليزية)
- ارين بيرت على موقع أول ميوزيك (الإنجليزية)
- ارين بيرت على موقع ديسكوغز (الإنجليزية)